# Église Saint-Antoine-Abbé de Palerme
L'église Saint-Antoine-Abbé (italien : chiesa di Sant'Antonio Abate) est un édifice catholique de Palerme, situé sur la via Roma.

## Historique
L'église est déjà mentionnée en 1220 mais le bâtiment originel a disparu dans les multiples transformations apportées à partir des années 1530, ne conservant que le plan en croix grecque.
L'église est coiffée d'une coupole hémisphérique centrale sur un tambour octogonal, reconstruite en 1536. 
Elle est jouxtée par un campanile, construit au XIVe siècle sur l'ancienne tour arabe dite « de Pharat » par la famille Chiaramonte comme beffroi dont les cloches permettaient de convoquer le Parlement sicilien. 
En 1709, le presbytère lui est adjoint.
Gravement endommagé par le tremblement de terre de 1823, le bâtiment est totalement remanié par les architectes Nicolò Puglia puis Nicolò Raineri. 
Lors du percement de la Via Roma, l'église est dégagée des bâtiments qui l'entourent et se trouve au-dessus de la voirie, desservie par un escalier au pied duquel . Le portail d'entrée est encadré par deux statues en marbre de saint Pierre et saint Paul réalisées par Antonello Gagini.